# District de Homa Bay
Homa Bay était, entre 1963 et 2009, un des districts de la province de Nyanza au Kenya. Depuis cette date, il est divisé en deux nouveaux districts : Ndhiwa et Rangwe. Depuis 2010, uni avec les anciens district de Rachuonyo et de Suba, il constitue un des 47 comtés du Kenya créés par la nouvelle Constitution.

## Toponymie
C'est à la baie de Homa (Homa Bay), dans le fond de laquelle il se situait, que le district devait son nom. Bien qu'il soit situé dans l'ancien district voisin de Rachuonyo, c'est au mont Homa (Got Uma ou God Marahuma ce qui signifie en luo « immense colline ») que ces appellations se rapportaient.

## Situation et géologie
Le district était situé sur la rive sud du golfe de Winam. Il était bordé au nord par le district de Rachuonyo, au nord-ouest par le district de Suba, du sud-ouest au sud-est par le district de Migori et à l'est par le district de Kisii.

## Structure sociétale

### Divisions administratives
Le district (wilaya) fut créé dès l'indépendance du Kenya en 1963 mais s'appelait alors district de South Nyanza. En 1969, il est divisé en quatre. La partie sud devient l'ancien district de Migori et la partie est les anciens districts de Kisii et de Nyamira. En 1995, il est encore coupé en deux, la partie au nord devenant l'ancien district de Rachuonyo.
| Divisions administratives entre 1995 et 2009                                                                          |             |               |           |
| Division | Population* | Pop. urbaine* | Chef-lieu |
| Asego | 76 778**    | 29 315        | Homa Bay  |
| Ndhiwa | 43 231**    | 1 395         |           |
| Nyarongi | 41 300**    | 0             |           |
| Rangwe | 79 263**    | 0             | Rangwe    |
| Riana | 47 968**    | 0             |           |
| Total | 288 540**   | 30 710        | -         |
| * Recensement national de 1999. Sources : , ** Le recensement national de 2009 porte ce chiffre à 963 784. Source : . |             |               |           |

En 2009, il est divisé en deux et disparait en tant que district. Les nouveaux districts correspondent aux circonscriptions électorales. À savoir : 
- district de Ndhiwa, chef-lieu Homa Bay,
  - divisions : Asego, Ndhiwa et Nyarongi ;
- district de Rangwe, chef-lieu Rangwe,
  - divisions : Rangwe et Riana.

### Circonscriptions électorales
En 1988, le district  a été divisé en deux circonscriptions électorales (Constituencies). Il est donc représenté par 2 députés (Members of Parliament ou MP) au parlement national qui compte 224 membres.
|                         | Circonscription de Ndhiwa | Circonscription de Ndhiwa | Circonscription de Rangwe | Circonscription de Rangwe |
| Election                | MP                        | Parti                     | MP                        | Parti                     |
| 1963                    |                           |                           |                           |                           |
| 1966                    | Joseph Odero Jowi         | KANU                      |                           |                           |
| 1969                    | Matthew Otieno Ogingo     | KANU                      |                           |                           |
| 1974                    | Joseph Odero Jowi         | KANU                      |                           |                           |
| 1979                    | Zablon Owigo Olang'       | KANU                      |                           |                           |
| 1983                    | Ochola Ogaye Mak'Anyengo  | KANU                      |                           |                           |
| 1988                    | Ochola Ogaye Mak'Anyengo  | KANU                      | Joseph Muga Ouma          | KANU                      |
| 1990*                   | Matthew Otieno Ogingo     | KANU                      | Ray O. Ndong'             | KANU                      |
| 1992                    | Tom Elvis Okello Obondo   | Ford-Kenya                | Joseph Muga Ouma          | Ford-Kenya                |
| 1994*                   | Joshua Orwa Ojode         | NDP                       |                           |                           |
| 1997                    | Joshua Orwa Ojode         | NDP                       | Shem O. Ochuodho          | NDP                       |
| 2002                    | Joshua Orwa Ojode         | NARC                      | Philip Okoth Okundi       | NARC                      |
| 2007                    | Joshua Orwa Ojode         | ODM                       | Martin Otieno Ogindo      | ODM                       |
| * Par élection séparée. |                           |                           |                           |                           |